# Arma-Goddamn-Motherfuckin-Geddon
Arma-Goddamn-Motherfuckin-Geddon è il primo singolo ufficiale estratto dall'album The High End of Low del gruppo statunitense dei Marilyn Manson, pubblicato nel 2009. La canzone è stata remixata dai Teddybears, e fu pubblicata il 5 maggio 2009 in contemporanea con l'apertura dei pre-ordini di The High End of Low.

## La canzone
La canzone, a detta di Manson, gli è stata ispirata da uno scontro della polizia avvenuto contro alcuni malviventi, e non ha una tematica precisa: semplicemente, descrive un mondo folle, impazzito, nel tipico stile del rocker.
Per il linguaggio forte e le tematiche che incoraggiano l'omicidio, la canzone è presente in versioni ampiamente modificate, dove le parole come "fuck" sono coperte dall'eco della parola precedente. La versione originale è visualizzabile sul sito ufficiale della band. Marilyn Manson ha affermato a proposito della canzone:
(Marilyn Manson)

## Accoglienza
Metal Hammer descrive in questo modo Arma-Goddamn-Motherfuckin-Geddon:
(Metal Hammer)
Thrash Hits recensì positivamente la canzone, dicendo che "Arma-Goddamn-Motherfuckin-Geddon trasporta gli elastici colpi di basso di Ramirez in un picchiato ritornello glam", e la nominò come una delle migliori tracce dell'album.

## Il video
Il 3 aprile 2009, la Polydor Records parlò a proposito del videoclip del brano, che non era ancora stato confermato, e disse che non sarebbe stato disponibile prima del 17 aprile. Il 6 aprile furono pubblicate alcune fotografie e video relativi al videoclip, diretto da Delaney Bishop tra il 4 ed il 5 aprile 2009, dando modo di notare che il video avrebbe in qualche modo parodiato i temi visuali degli album Antichrist Superstar e The Golden Age of Grotesque.
Il videoclip ritrae Manson principalmente come un politico, che ricorda molto l'immagine dell'Antichrist Superstar che il rocker interpretava nel suo secondo album: Manson, davanti a microfoni, canta la canzone vestito in modo bizzarro, con una grande bandiera sullo sfondo ritraente il simbolo del dollaro (che è intesa come la sostituzione della svastica, non perché è razzista, ma questo simbolo ha un forte significato in tutto l'album). Marilyn Manson si è espresso dispiaciuto per il fatto che il videoclip era stato ripreso da "trenta o quaranta telecamere", mentre nel video finale compaiono le riprese di una sola, o al massimo due. Manson disse di voler rilasciare anche "la versione angolare a 30 telecamere", e aggiunse che l'ispirazione per la canzone gli venne casualmente mentre guidava verso lo studio di registrazione e si ritrovò a vedere uno "scontro" con la polizia, trovando che questo avesse un'intenzionale "atmosfera da ritorno al passato di Adam Ant e Gary Glitter". Il video, che si conclude con un grande incendio, è una specie di linciaggio del cantante, ricorda la confusione creata dalla polizia che ha ispirato Manson.

### Pubblicazione
Il canale televisivo britannico Channel 4 annunciò che avrebbe messo in onda il videoclip in esclusiva durante le prime ore del 18 aprile, ma non fu così, e il canale televisivo spiegò successivamente che "a causa di imprevisti, il video non è stato recapitato a Channel 4 in tempo per essere trasmesso". Aggiunse che, a causa del fatto che altre stazioni televisive lo avevano proiettato, Channel 4 non aveva intenzione di trasmetterlo in futuro; stranamente questa spiegazione si rivelò falsa. Universal Music annunciò successivamente che la première del video era prevista per il 5 maggio, ma nemmeno questa data si rivelò corretta. Alla fine, il videoclip, nel quale appaiono Manson, il bassista Twiggy Ramirez, Chris Vrenna e Ginger Fish, debuttò il 14 maggio su NME.com in versione censurata, prima di apparire qualche ora dopo in versione non censurata sul sito ufficiale della band.
Nel mese di agosto 2009, la versione "Director's Cut" apparve sul blog di Delaney Bishop. Il regista del video pubblicò successivamente un estratto delle scene tagliate dal video attraverso il suo sito e YouTube. La parte pubblicata era la seconda strofa della canzone, e il filmato in questione risulta essere quasi completamente diverso dall'originale.

## Tracce
Testi di Manson, musiche di Ramirez, Vrenna.
1. Arma-Goddamn-Motherfuckin-Geddon – 3:39
2. Arma-Goddamn-Motherfuckin-Geddon (The Teddybears Remix) – 3:29

## Classifiche
| Classifica (2009)                     | Posizione massima |
| ------------------------------------- | ----------------- |
| Germania (Media Control Charts)       | 67                |
| Svezia (Sverigetopplistan)            | 48                |
| GB (The Official Charts Company)      | 114               |
| U.S. Billboard Mainstream Rock Tracks | 37                |